# Jan Kanty Julian Sierawski
Jan Kanty Julian Sierawski herbu Słoń (13 lutego 1777 w Krakowie, zm. 1849 w Paryżu) – polski generał.

## Wczesne lata
Walczył w powstaniu kościuszkowskim, insurekcji Deniski, oraz Legionach Polskich i kilku kampaniach napoleońskich. W 1807 odznaczony orderem Virtuti Militari. 19 stycznia 1809 nominowany na stopień pułkownika. W czasie wojny polsko-austriackiej 1809 dowodził 6 pułkiem piechoty XW w składzie 1 Brygady Piechoty pod Michałem Sokolnickiem, między innymi prowadząc batalion piechoty w bitwie pod Radzyminem, dowodząc oblężeniem Sandomierza. W 1812 roku przystąpił do Konfederacji Generalnej Królestwa Polskiego.
3 lutego 1813 został awansowany na stopień generała brygady. 28 października 1813 otrzymał Legię Honorową. Od 1815 służył w armii Królestwa Polskiego. Był m.in. komendantem twierdzy Modlin (1818–1820).

## Powstanie listopadowe
Od początku poparł powstanie listopadowe. Gubernator wojskowy Warszawy od 30 listopada do 4 grudnia 1830. 14 grudnia 1830 dostał nominację na stanowisko komendanta twierdzy zamojskiej.
W marcu 1831 dwukrotnie otrzymał od nieudolnego Naczelnego Wodza Jana Skrzyneckiego pismo wzywające go do większej aktywności i „niepokojenia” Cypriana Kreutza. Skrzynecki chciał w ten sposób zrzucić z siebie odpowiedzialność za impas na froncie i ukryć brak pomysłu na dalsze kroki wojenne. Sierawski pisma te odczuł te jako niezasłużoną krytykę i dotknięty, pozwolił sobie na ambitne działania. Wyprawił się na wschód swoim korpusem złożonym ze świeżo formowanych jednostek. Łatwo przekroczył Wisłę (14 kwietnia) i na tym się jego sukcesy skończyły. Po koncentracji wojska przez Kreutza, wdał się w bitwę pod Wronowem, którą przegrał (17 kwietnia), lecz nie został rozbity i zadał przy tym Rosjanom duże straty, wycofując się w najlepszym porządku. Klęska kazimierska (18 kwietnia) położyła kres jego ofensywie i mogła przesądzić o klęsce na froncie południowo-wschodnim.
Od 5 czerwca był dowódcą 5 Dywizji Piechoty.

## Schyłek życia
Po klęsce powstania udał się na emigrację. W 1835 roku został skazany przez władze rosyjskie na konfiskatę dóbr za udział w powstaniu listopadowym. Brał udział w pogrzebie Napoleona Bonaparte.
Zmarł w Paryżu. Pochowany jest na cmentarzu Montmartre.
Był członkiem w stopniu czwartym loży wolnomularskiej Jedność Słowiańska.

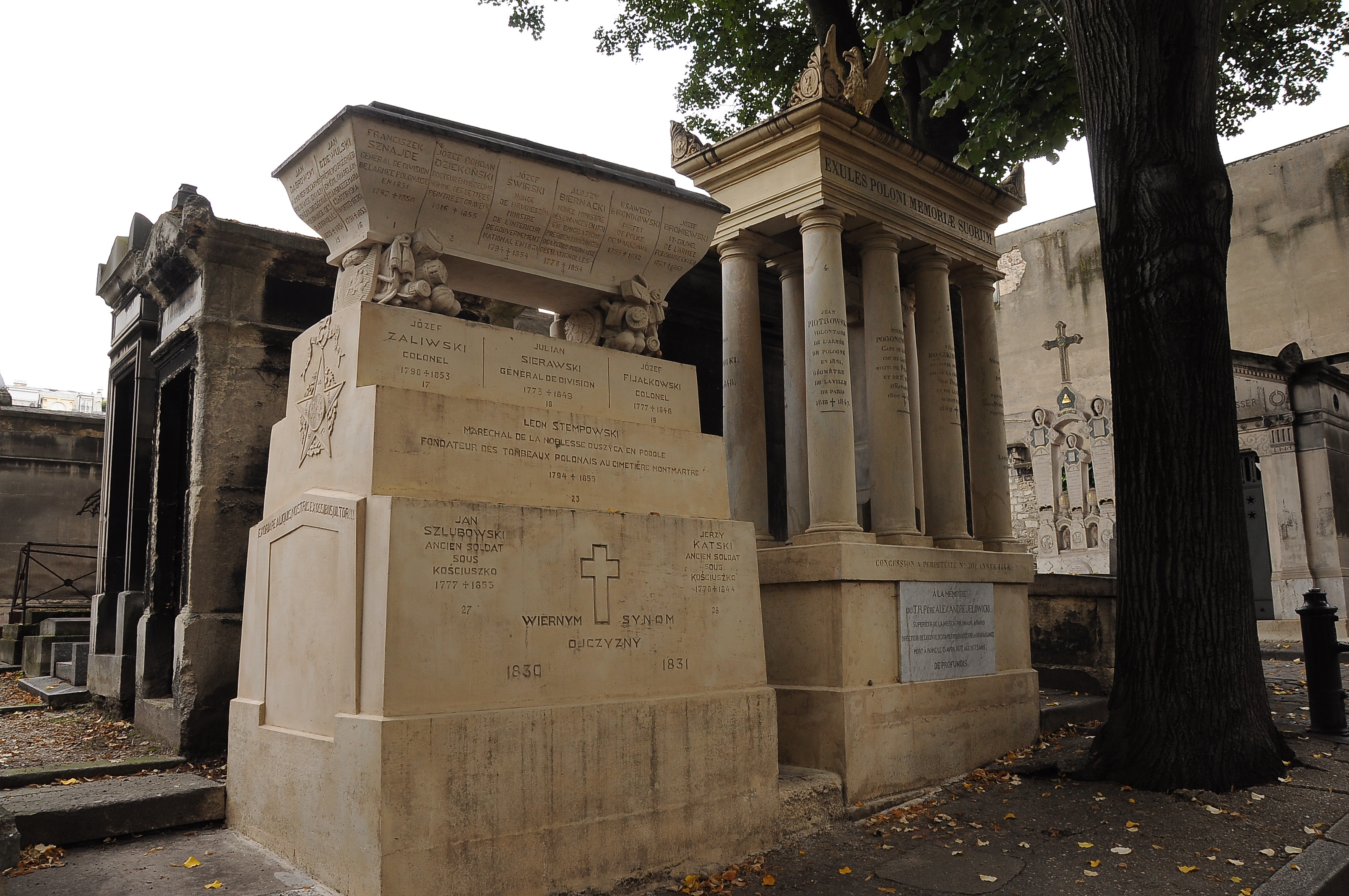
Grób na cmentarzu Montmartre (po lewej stronie)

## Odznaczenia
- Order Świętego Stanisława II klasy (1815)[7]
- Krzyż Kawalerski Orderu Virtuti Militari (1808)[7]
- Krzyż Kawalerski i Oficerski Orderu Legii Honorowej (Francja, 1809 i 1813)[7]
- Order Świętego Włodzimierza III klasy (Rosja, 1816)[7]